# HSPA
High-Speed Packet Access (HSPA) és la combinació de tecnologies posteriors i complementàries a la 3a generació de telefonia mòbil (3G), com ara el HSDPA i HSUPA.
Teòricament admet velocitats de fins a 337 Mbps en baixada i fins a 34 Mbps en pujada, depenent de l'estat o la saturació la xarxa i de la seva implantació.